# Quan hệ tam cường Đồng Minh trong Chiến tranh thế giới thứ hai

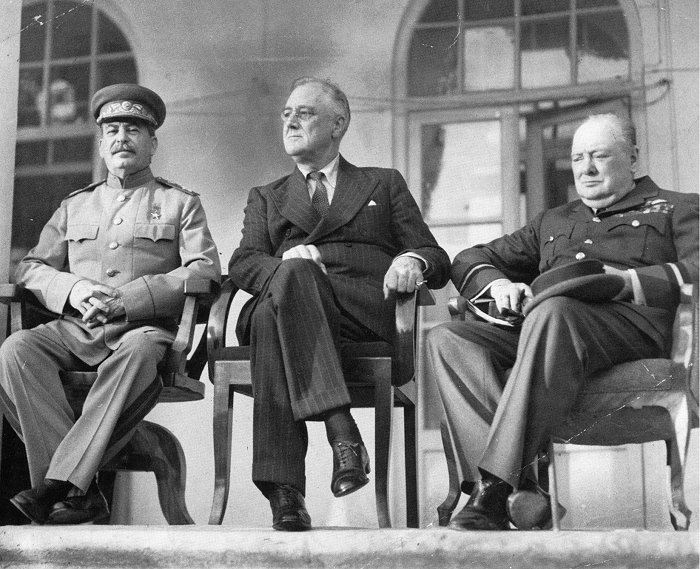
Ba lãnh tụ đồng minh

Tam cường Đồng minh trong Chiến tranh thế giới thứ hai gồm có Liên Xô, Hoa Kỳ và Anh.Cả ba nước đều
góp nhiều công lao cho chiến thắng cuối cùng của Quân đồng minh.Nhờ sự liên kết chặt giữa các nước trên mà quân đồng minh có thể chiến thắng.

## Bắt đầu liên kết
Sau khi Đức cưỡng chiếm Ba Lan, Anh đã thực hiện Chiến tranh kì quặc với Đức Quốc xã.Họ đã gia
nhập Đồng minh vào tháng 9 năm 1939.Sau khi kết thúc chiến tranh kì quặc, Liên Xô về Đồng minh, lúc đó,
họ đã bị P.X Đức tấn công.Hoa Kỳ chỉ gia nhập đồng minh khi họ bị Trục tấn công giống Liên Xô, 
Hoa Kỳ trở thành thành viên của khối đồng minh vào tháng 12 năm 1941.Sự thật là quan hệ tam cường đã bắt đầu từ năm 1937 và đó thật sự là một mối quan hệ bền chặt.

## Trong Thế chiến
Trong Thế chiến II, mỗi nước chiến đấu ở các vùng khác nhau.Anh chiến đấu với Ý ở Bắc Phi và
Đức ở Tây Âu,Liên Xô đánh với Đức ở Đông Âu và Nhật ở Mông Cổ, Mãn châu.Hoa Kỳ đánh với Nhật ở Thái Bình Dương và đôi khi còn không kích Đức.Tuy chiến đấu ở các mặt trận khác nhau,
nhưng các nước Đồng minh trên vẫn giữ quan hệ và chi viện cho nhau khi cần thiết.Nhờ đó, họ đã chiến thắng.

## Quan hệ tam cường đồng minh sụp đổ thế nào?

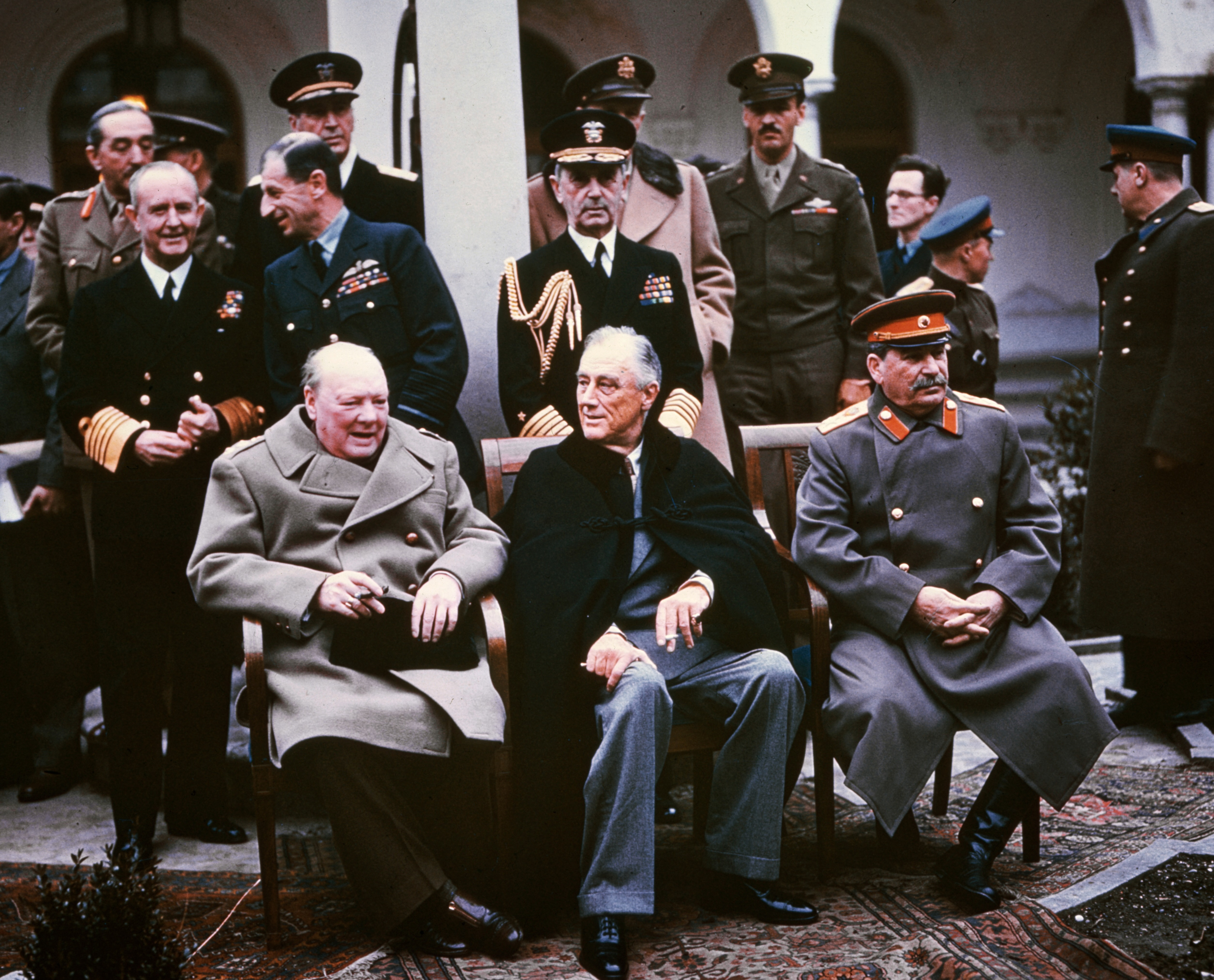
Ba nhà lãnh đạo trong hội nghị Yalta

Sau khi chiến thắng Phe Trục, ba nước đã đi tới vấn đề phân chia thế giới thành 2 cực.Bởi vấn đề đó
mà giữa nhà lãnh đạo ba nước đã có nhiều cuộc họp, tranh luận thậm chí là cãi vã.Cuối cùng, tam cường đã mở Hội nghị Yalta tại Krym (CHXHCN Xô viết Ukraine).Trong hội nghị, do sự quyết liệt
của Lãnh tụ Liên Xô Iosif Stalin, Tổng thống Hoa Kỳ Roosevelt đã nhượng bộ trong khi Thủ tướng Anh
Churchill vẫn giữ nguyên quan điểm.Do bất đồng ý kiến, quan hệ tam cường đã sụp đổ.